# Psilocera clavata
Psilocera clavata är en stekelart som beskrevs av Sureshan och T.C. Narendran 1995. Psilocera clavata ingår i släktet Psilocera och familjen puppglanssteklar. Inga underarter finns listade i Catalogue of Life.